# Бокс на летних Олимпийских играх 1980

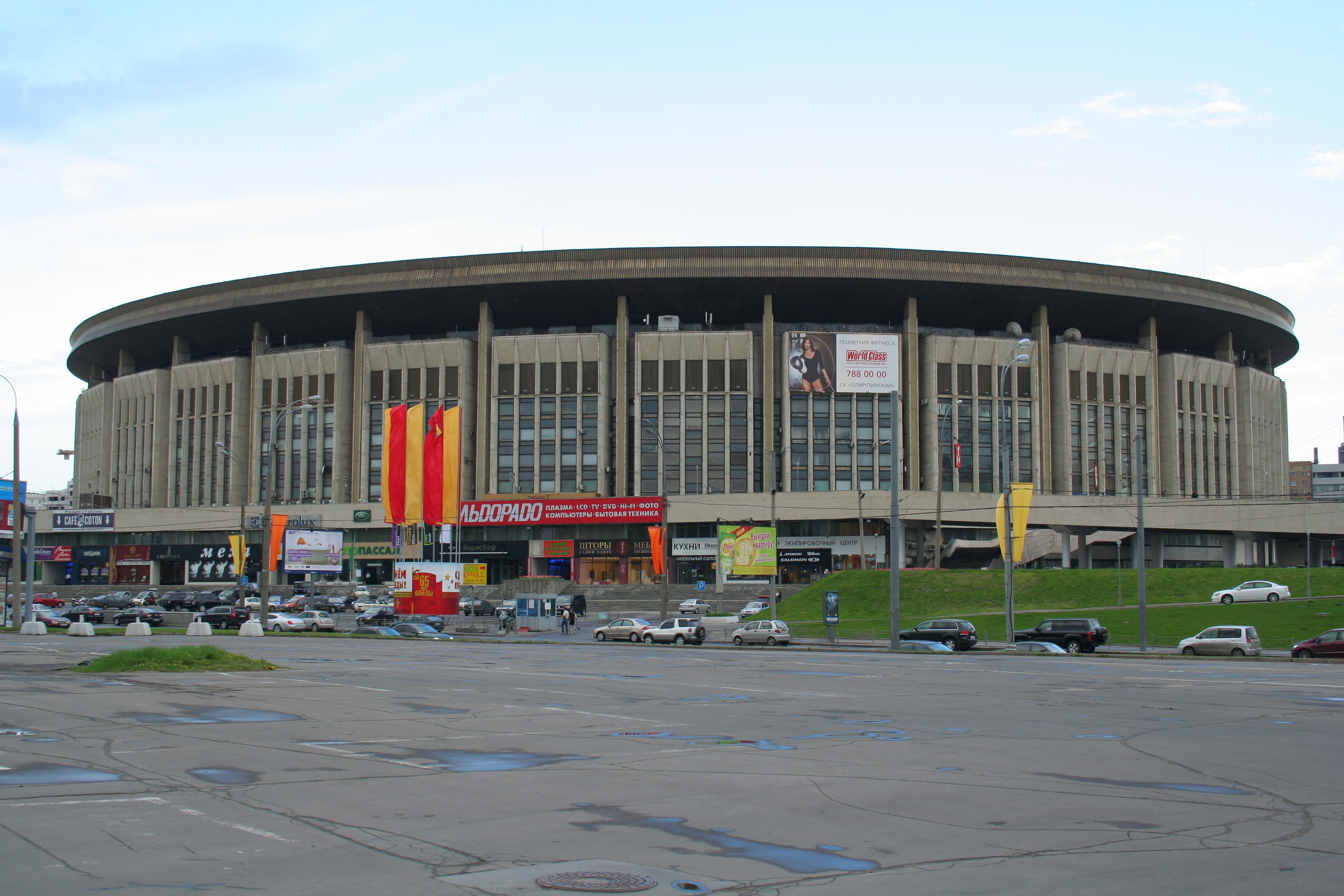
Спорткомплекс «Олимпийский» (фото 2010 года)

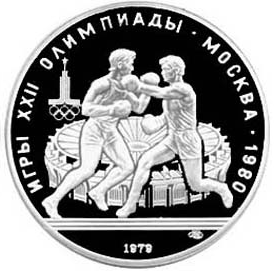
Бокс и спорткомплекс «Олимпийский» на серебряной монете СССР номиналом 10 рублей, выпущенной к Олимпиаде-80

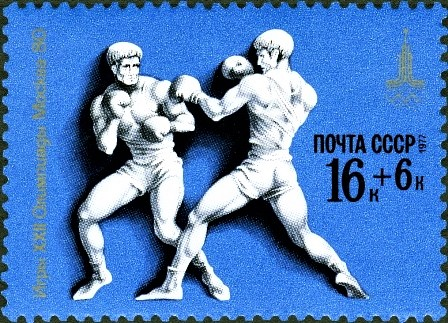
Почтовая марка СССР

Соревнования по боксу на ле́тних Олимпи́йских и́грах 1980 го́да проходили в Москве, в спорткомплексе «Олимпийский», с 20 июля по 2 августа.
11 комплектов наград было разыграно 217 боксёром из 51 страны. В каждой весовой категории от страны мог выступить только один боксёр. Программа соревнований по сравнению с Олимпийскими играми 1976 года в Монреале не изменилась.
Успешнее всего выступили кубинцы, которые завоевали 10 наград: 6 золотых, 2 серебряных и 2 бронзовых. Кубинцы остались без медалей только в категории до 51 кг. Во всех остальных видах спорта кубинцы выиграли в Москве только 2 золота. Кроме кубинцев ни одна страна не сумела выиграть в боксе более одной золотой награды. Советские боксёры выиграли 8 наград: 1 золотую, 6 серебряных и 1 бронзовую.
Знаменитый кубинский тяжеловес Теофило Стивенсон выиграл золото на третьей Олимпиаде подряд, став вторым в истории после венгра Ласло Паппа трёхкратным олимпийским чемпионом по боксу. Кубинец Анхель Эррера выиграл в Москве своё второе олимпийское золото.
Майкл Энтони, выиграв бронзу в категории до 54 кг, принёс Гайане первую и до сих пор единственную олимпийскую награду во всех видах спорта. В той же категории до 54 кг Бернардо Пиньянго принёс Венесуэле единственную награду на московской Олимпиаде.

## Медалисты

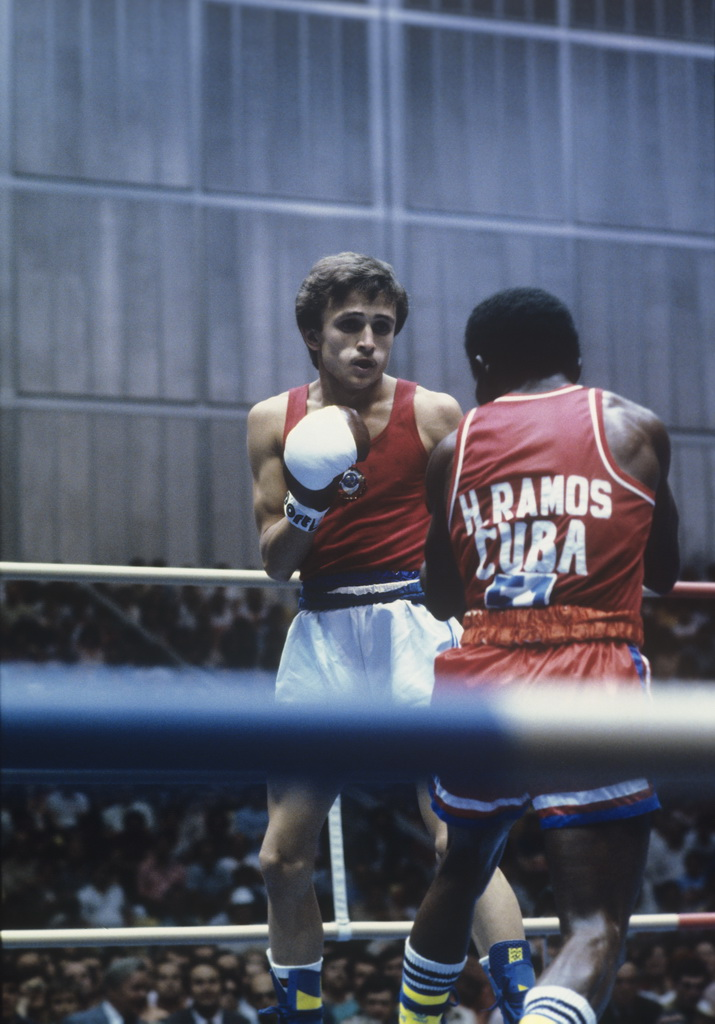
Шамиль Сабиров (лицом) против Иполито Рамоса в финале категории до 48 кг приносит СССР единственное золото в боксе на Олимпиаде-1980

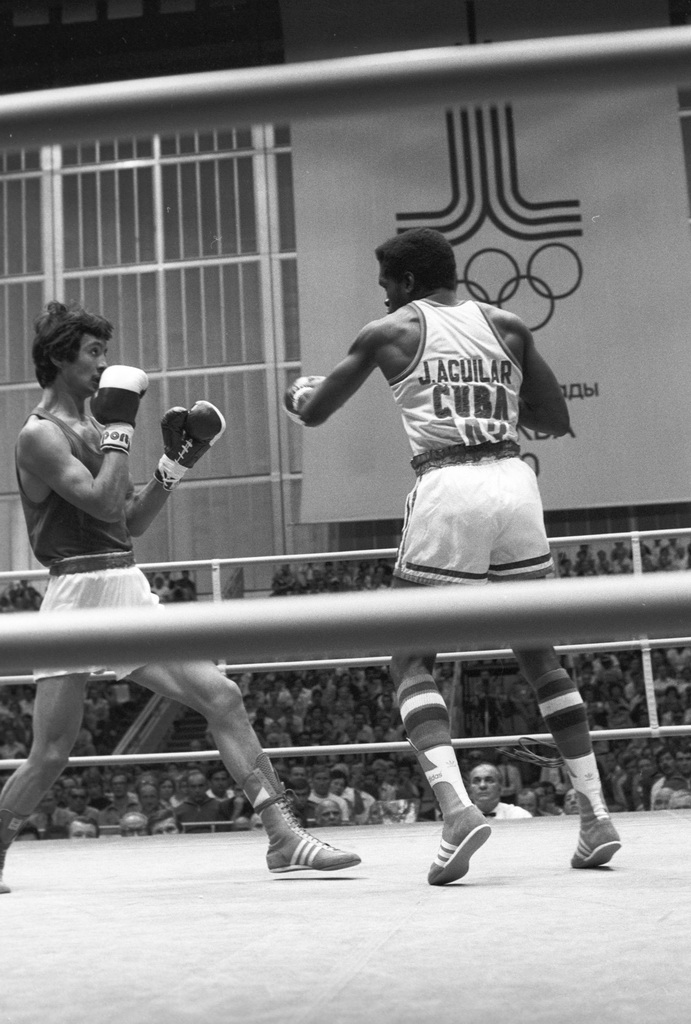
Серик Конакбаев против Хосе Агилара (полуфинал категории до 63,5 кг)

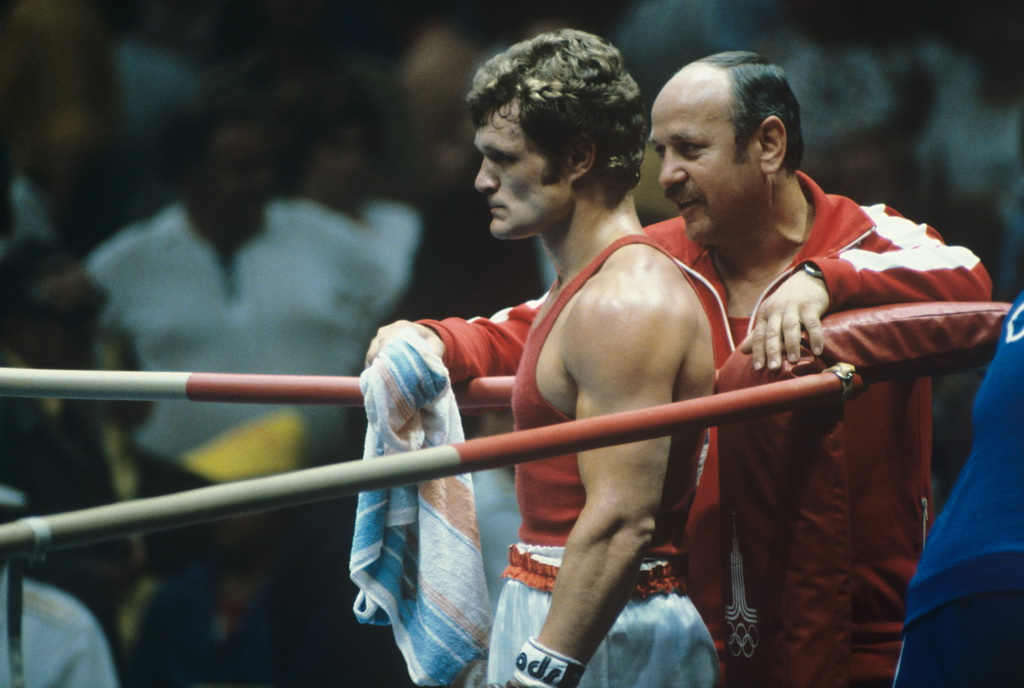
Виктор Савченко — серебро в категории до 75 кг

| Категория                 | Золото                   | Серебро                     | Бронза                       |
| До 48 кг см. подробнее    | Шамиль Сабиров СССР      | Иполито Рамос Куба          | Ли Бён Ук КНДР               |
| До 48 кг см. подробнее    | Шамиль Сабиров СССР      | Иполито Рамос Куба          | Исмаил Мустафов Болгария     |
| До 51 кг см. подробнее    | Пётр Лесов Болгария      | Виктор Мирошниченко СССР    | Хью Расселл Ирландия         |
| До 51 кг см. подробнее    | Пётр Лесов Болгария      | Виктор Мирошниченко СССР    | Янош Варади Венгрия          |
| До 54 кг см. подробнее    | Хуан Эрнандес Куба       | Бернардо Пиньянго Венесуэла | Майкл Энтони Гайана          |
| До 54 кг см. подробнее    | Хуан Эрнандес Куба       | Бернардо Пиньянго Венесуэла | Думитру Чипере Румыния       |
| До 57 кг см. подробнее    | Руди Финк ГДР            | Адольфо Орта Куба           | Виктор Рыбаков СССР          |
| До 57 кг см. подробнее    | Руди Финк ГДР            | Адольфо Орта Куба           | Кшиштоф Коседовский Польша   |
| До 60 кг см. подробнее    | Анхель Эррера Куба       | Виктор Демьяненко СССР      | Рихард Новаковский ГДР       |
| До 60 кг см. подробнее    | Анхель Эррера Куба       | Виктор Демьяненко СССР      | Казимеж Адах Польша          |
| До 63,5 кг см. подробнее  | Патрицио Олива Италия    | Серик Конакбаев СССР        | Энтони Уиллис Великобритания |
| До 63,5 кг см. подробнее  | Патрицио Олива Италия    | Серик Конакбаев СССР        | Хосе Агилар Куба             |
| До 67 кг см. подробнее    | Андрес Альдама Куба      | Джон Мугаби Уганда          | Карл-Хайнц Крюгер ГДР        |
| До 67 кг см. подробнее    | Андрес Альдама Куба      | Джон Мугаби Уганда          | Казимеж Щерба Польша         |
| До 71 кг см. подробнее    | Армандо Мартинес Куба    | Александр Кошкин СССР       | Ян Франек Чехословакия       |
| До 71 кг см. подробнее    | Армандо Мартинес Куба    | Александр Кошкин СССР       | Детлеф Кестнер ГДР           |
| До 75 кг см. подробнее    | Хосе Гомес Куба          | Виктор Савченко СССР        | Валентин Силаги Румыния      |
| До 75 кг см. подробнее    | Хосе Гомес Куба          | Виктор Савченко СССР        | Ежи Рыбицкий Польша          |
| До 81 кг см. подробнее    | Слободан Качар Югославия | Павел Скшеч Польша          | Херберт Баух ГДР             |
| До 81 кг см. подробнее    | Слободан Качар Югославия | Павел Скшеч Польша          | Рикардо Рохас Куба           |
| Свыше 81 кг см. подробнее | Теофило Стивенсон Куба   | Пётр Заев СССР              | Иштван Леваи Венгрия         |
| Свыше 81 кг см. подробнее | Теофило Стивенсон Куба   | Пётр Заев СССР              | Юрген Фангхенель ГДР         |